# 액셀 월드
《액셀 월드》(일본어: アクセル・ワールド 영어: Accel World, AW)는 카와하라 레키가 쓰고 일러스트레이터 HIMA가 그린 라이트 노벨이다. 전격 문고에서 출판되고 있으며 대한민국에서는 J노블이 출판하고 있다. 제15회 전격 소설 대상 수상작이다.

## 캐릭터
- 아라타 하루유키/실버 크로우(비행형 타입)

우메사토 중학생 2학년. 특기는 게임. 작고,뚱뚱한 채격 탓에 놀림을 많이 받아 내성적이다. 어렸을 때, 부모님이 이혼 했으며, 지금은 어머니와 같이 살고 있다. 흑설공주의 제안으로 브레인 버스트를 시작했으며 가속 세계에서 유일하게 비행 어빌리티를 소유하게 되었다.(비행 어빌리티는 '사이언 파일'(타쿠무)과의 대전에서 발동되었다.)
- 흑설공주/블랙 로터스(근접전 타입)

우메사토 중학교 3학년, 학생부회장이다. 순색 칠왕중 한명(흑왕, 黑王) 하루유키의 반사신경을 보고 브레인 버스트를 소개해준다. 학교에서 공주님이라고 불리는 미소녀. 과거에 제1대 적왕의 목을 베어 버린 좋지 않은 기억을 가지고 있다.(그 사건이후 그녀는 가속 세계의 최악의 현상범으로 낙인찍히게 되고, 수시로 대전을 당하는 일을 피하기 위해 글로벌 네트워크 접속을 끊어버렸다.) 듀얼 아바타의 필살기는 하나 하나 강력한 것들로 보팔 스트라이크,데스 바이 피어싱,데스 바이 엠브레이싱들이 있다.본명은 밝혀지지 않았다.
- 마유즈미 타쿠무/사이언 파일

하루유키, 치유리와 소꿉친구. 초등학교 5학년때 관계를 가지게 된 치유리가 왕따를 당하는 하루유키에 계속 신경을 쓰는 것이 마음에 걸렸었다. 그런 동시에 치유리에게 잘 보이고 싶어 검도대회에서 성적을 내기 위해 브레인 버스트를 시작했고, 버스트 포인트가 부족해지자 치유리의 뉴로링커에 심겨 두었던 백도어 파일을 이용해 우메사토 중학교 내의 버스트 링커를 찾던 중 흑설공주를 타깃으로 잡는다. 아라야의 고의 질주로 교통사고를 당해 의식불명의 상태로 병원에 있는 그녀를 공격하려 했으나 하루유키의 저지로 그와 대전을 하게 된다. 필살기로는 강력한 원거리 공격인 라이트닝 사이언 스파이크가 있다.
- 쿠라시마 치유리/라임 벨(지원형 타입)

우메사토 중학교 2학년. 하루유키의 소꿉친구. 발랄한 여자아이. 아이스크림을 좋아한다. 학교 내 아바타는 '은색 고양이'이며, 필살기로는 시간을 되돌리는 시트론 콜이 있다.
- 코즈키 유니코/스칼렛 레인

하루유키의 날개의 힘을 빌리기 위해 어느날 하루유키의 집에와 오빠라고 불르는 소녀. 순색 칠왕중 한 명이며 제1대 적왕(赤王, 레드 라이더)이 흑왕의 손에 죽게 되면서 제2대 적왕이 되었다. 필살기로는 히트 블래스트 새츄레이션(강력한 한방)있다. - 레벨 업을 하면서 모든것을 원거리 화력에 부었기 때문에 필살기에 맞은 적은 바로 끝난다.
- 아쿠아 커렌트(원작에는 없는 애니메이션 캐릭터)

브레인 버스트의 바운서. 레벨 1으로, 순수한 물 결정체의 아바타이며, 레벨과 다르게 강하다. 실수로 레벨을 업그레이드 하여 버스트 포인트가 바닥나기 직전의 하루유키(실버 크로우)를 도와 버스트 포인트를 모은다. 특수 능력에는 상대방의 기억을 부분적으로 지우는 '메모리 링크'가 있으며, 본명은 밝혀지지 않았다.(아쿠아 커렌트는 브레인 버스트 아바타 이름이다.)
- 아랴아

1학년때 하루유키하고 같은 반이었다. 키 작고,뚱뚱한 하루유키를 따돌리며, 그를 하인처럼 부려 먹었다. 흑설공주의 전략으로 그 간의 행실이 드러나게 되었으며, 소년원에서 보석으로 풀려난 뒤, 자동차를 몰아 흑설공주와 하루유키에게 복수한다.(그 뒤, 어떻게 되었는지는 알 수 없다.)